# Ormenis corrupta
Ormenis corrupta är en insektsart som först beskrevs av Fowler 1900.  Ormenis corrupta ingår i släktet Ormenis och familjen Flatidae. Inga underarter finns listade i Catalogue of Life.